# 松托雷利亞山脈
松托雷利亞山脈（西班牙語：Sierra de Son Torrella），是西班牙的山脈，位於巴利阿里群島的馬略卡島，屬於特拉蒙塔納山脈的一部分，分隔福納盧奇和埃斯科爾卡，長10公里。